# Federico Ngomo Nandong
Federico Ngomo Nandong   (Bidjabidjan, 29 d'abril de 1929 - Bata, 3 de juny de 1972) fou un polític equatoguineà, que va ser President de la Diputació provincial de Riu Muni (President de l'Assemblea General), exercint també el càrrec de Director General de la Unió Territorial de Cooperatives del Camp de Río Muni. Durant tres legislatures, fins a l'any 1969, va ser procurador en les Corts Espanyoles.
Va ser detingut, torturat i assassinat en 1971, a l'edat de 51 anys, tres anys després de la independència de Guinea Equatorial, durant la dictadura de Francisco Macías Nguema.

## Biografia
Va néixer en Biyabiyan, en el si d'una família del clan Esasom. Durant la seva adolescència, després de la finalització dels seus estudis primaris i davant la falta de possibilitats en Biyabiyan, va viatjar a Bata on va ingressar a l'Escola d'Arts i Oficis, estudiant Comptabilitat, Administració i Música. Gràcies als seus assoliments acadèmics va aconseguir una plaça de Professor de l'Escola d'Arts i Oficis; preparant a diferents generacions d'administratius. Es va casar l'any 1948 amb Teresa del Nen Jesús Mbengono Nzoo, del Col·legi Religiós de Nkue Efulan.
Amb el començament del sentiment independentista, Federico Ngomo Nandong va començar a lluitar per la independència de Guinea Equatorial; amb el desig d'una Independència guiada pel Govern espanyol que marqués les etapes del seu desenvolupament polític, raó per la qual actualment és considerat com un dels pares de la Independència de Guinea Equatorial. Fou nomenat President de la Diputació Provincial de Riu Muni, càrrec que va ocupar fins a la independència. Durant la seva presidència va manifestar els seus desitjos a Espanya d'una independència del país en un marc pacífic, mantenint els llaços d'enteniment i ajuda mútua entre tots dos.
Va ser procurador en Corts, en el període en què Guinea va ser província, fins a la independència. També va presidir la Conferència Constitucional entre Guinea Equatorial i Espanya per negociar la independència i la constitució del nou Estat de Guinea Equatorial.
En accedir Guinea a la Independència, el nou estat va recaptar els seus coneixements per negociar amb Espanya, l'establiment d'una moneda avalada per Espanya, per a això se'l va nomenar interventor del Banc de Guinea. Alhora continuà com a president de l'Assemblea General; el gener de 1970 la delegació guineana comptava amb 44 membres, el president i vicepresident Bonifacio Ondó Edu i Francisco Macías Nguema, el president i vicepresident de l'assemblea general Federico Ngomo Nandong i Enrique Gori Molubela.
Federico Ngomo va ocupar aquest càrrec fins que en 1971, es va conèixer el seu empresonament i dels seus altres companys, Ondó Edú i Gori Molubela. El 20 de juny de 1971 fou dut a Ngolo Ayon amb dotze presos més i assassinat a cops de pala després d'obligar-lo a cavar la se va pròpia fosa.